# Курепин, Александр Дмитриевич
Александр Дмитриевич Курепин (1846—1891) — журналист, фельетонист.

## Биография
Отец Курепина — государственный крестьянин слободы Ближняя Чижовка Воронежского уезда, был удостоен звания учителя рисовального класса. Окончив с золотой медалью Воронежскую гимназию, Курепин поступил в 1866 году на историко-филологический факультет Харьковского университета, в 1867 году перешёл на юридический факультет, в 1868 году перевёлся на
юридический факультет Императорского Московского университета. После окончания университета (1872), со степенью действительного студента, один год провёл за границей. После возвращения в Россию два года занимал должность кандидата на судебные должности в Московском окружном суде, затем вышел в отставку и стал профессиональным журналистом. Начал печататься ещё во время учебы в гимназии. Помогал П. И. Бартеневу в редактировании журнала «Русский архив» (1870—1871). Вёл городскую и земскую хронику в газете «Московские ведомости» (1874—1875). Со второй половины 1870-х годов сотрудничал во многих изданиях (газеты «Голос», «Русский мир», «Русские ведомости», «Новости дня», «Русский курьер», «Неделя», «Современные известия», «Театральная газета», журналы «Осколки», «Русская мысль»), но основным полем журналистской деятельности Курепина стали газета «Новое время» и журнал «Будильник», который он редактировал.